# Burmeistera lutosa
Burmeistera lutosa är en klockväxtart som beskrevs av Franz Elfried Wimmer. Burmeistera lutosa ingår i släktet Burmeistera och familjen klockväxter. Inga underarter finns listade i Catalogue of Life.